# 利開翁之役
利開翁之役（希臘語：Μάχη του Λεχαίου）發生於前391年，是科林斯战争中一場由雅典獲勝的戰役。此役中，雅典将领伊菲克拉特斯利用斯巴达重裝步兵缺乏掩護的弱点，以標槍輕盾兵部隊實施襲擾戰術，擾亂斯巴達的陣型並打擊其士氣，之後圍攻、殲敌近半，創下希臘軍事史上以輕型部隊擊敗重型部隊的先例之一。

## 背景

利開翁是鄰靠科林斯灣的一座古代港口

前392年，科林斯親斯巴达寡頭政治家被反斯巴達的民主派人士推翻並流放。這些被流放的政治家與斯巴達部隊合作，奪下位於科林斯附近、鄰靠科林斯灣的港口利開翁。之後，他們擊退了民主派和底比斯、阿尔戈斯援軍的多次進攻，守住了港口。雅典隨即派遣由伊菲克拉特斯領軍的部隊進駐科林斯，協助民主派。斯巴達方不斷自利開翁對科林斯發動突襲，前391年斯巴達國王阿格西莱二世更親自率領數量龐大的斯巴達部隊前往該地區，攻擊了許多要塞，取得了一些戰役的勝利。雅典軍起先被圍困於科林斯，不過最終找到了斯巴達方面可以利用的弱點。

## 戰役過程
當阿格西萊二世率領大軍在科林斯地區四處征戰的同時，他在利開翁留下了一支部隊保衛港口。這支部隊中有一些士兵來自艾米克斯，而當地居民有一個習俗是在宗教節日時會回鄉參加活動。隨著節日臨近，利開翁的斯巴達軍指揮官決定以重裝步兵和騎兵部隊護送艾米克斯的士兵經由科林斯回鄉。在成功帶領部隊穿越城市後，斯巴達軍指揮官命令重裝步兵返回利開翁，由騎兵部隊繼續護送艾米克斯的士兵。儘管回程的行軍路途鄰近科林斯城的城牆，斯巴達軍指揮官並沒有想到會遭遇阻礙，因為他相信科林斯城裡的雅典部隊會畏縮的不敢出兵。
當時斯巴達方面的兵力共有一個團、約600名重裝步兵，並未受輕盾兵或騎兵部隊掩護。科林斯城內的雅典軍指揮官伊菲克拉特斯（主要指揮輕盾兵）和卡里阿斯（主要指揮重裝步兵）決定利用這一情況。他們派遣一批重裝步兵至科林斯城外，同時以輕盾兵部隊追趕斯巴達軍，向對方的重裝步兵投擲标枪。斯巴達軍指揮官派遣一部分士兵企圖向雅典軍衝鋒，但是雅典的輕盾兵部隊隨即向後退，進而輕鬆擺脫重裝步兵的追擊；當斯巴達的衝鋒部隊回撤時，雅典軍便向他們投擲標槍，持續造成傷亡。這樣的進攻來回重複了幾次，雅典軍取得了一定成果。後來斯巴達的騎兵部隊前來，但是指揮官並沒有讓他們追剿雅典的輕盾兵部隊，而是緊跟在重裝步兵主力旁。斯巴達軍在不斷損失兵力的情況下一路撤退，最終被圍困在可以俯瞰利開翁的一座山丘頂上。利開翁的斯巴達人看到了這個情形，趕忙派遣小船儘可能地靠近山丘，接近到大約半英里遠的地方。此時，雅典的重裝步兵也開始向斯巴達方面發起進攻。斯巴達軍的陣型隨即潰散，士兵爭先恐後的向小船的方向逃跑，途中還遭到雅典的輕盾兵部隊追擊。在此戰役中，總計有約250名斯巴達軍重裝步兵陣亡。

## 後續
斯巴達軍大敗的消息很快傳到了阿格西萊二世的耳中，讓他大感震驚。在阿格西萊二世回到斯巴達後，伊菲克拉特斯領軍收復了很多失土，包括三座先前由斯巴達人控制的要塞，並多次成功突襲了斯巴達的盟友。儘管在科林斯戰爭期間，斯巴達人及其寡頭政治家盟友一直保有對利開翁的控制權，但他們大幅削減科林斯週邊地區的軍事行動，該地區遂不再有主要戰役發生。